# Élections cantonales de 2008 dans le Jura
Les élections cantonales ont lieu les 9 et 16 mars 2008.

## Contexte départemental
Le président sortant du conseil général, Gérard Bailly (UMP), n'est pas candidat à sa réélection après treize années de mandat. Jean-Marie Sermier se présente comme le chef de la majorité sortante de droite. A gauche, c'est l'ancien député socialiste du département, André Vauchez, qui fait figure de favori.

## Résultats à l'échelle du département
| Étiquette      | Étiquette                         | Premier tour | Premier tour | Second tour | Second tour | Total |
| Étiquette      | Étiquette                         | Voix         | %            | Voix        | %           | Total |
| -------------- | --------------------------------- | ------------ | ------------ | ----------- | ----------- | ----- |
|                | Parti socialiste                  | 10 870       | 15,38        | 7 020       | 21,38       | 3     |
|                | Parti communiste français         | 10 719       | 15,17        | 1 558       | 4,75        | 3     |
|                | Divers gauche                     | 5 629        | 7,96         | 5 608       | 17,08       | 2     |
|                | Les Verts                         | 1 643        | 2,32         | 824         | 2,51        | 0     |
|                | Parti radical de gauche           | 350          | 0,5          |             |             |       |
|                | Extrême gauche                    | 287          | 0,41         |             |             |       |
| Gauche         | Gauche                            | 29 498       | 41,74        | 15 010      | 45,72       | 8     |
|                |                                   |              |              |             |             |       |
|                | Union pour un mouvement populaire | 19 287       | 27,29        | 8 169       | 24,88       | 7     |
|                | Divers droite                     | 14 568       | 20,61        | 8 331       | 25,38       | 1     |
|                | Mouvement démocrate               | 4 158        | 5,88         |             |             |       |
|                | Extrême droite                    | 1 299        | 1,84         |             |             |       |
|                | Front national                    | 1 260        | 1,78         |             |             |       |
| Droite         | Droite                            | 40 572       | 57,4         | 16 500      | 50,26       | 8     |
|                |                                   |              |              |             |             |       |
|                | Divers                            | 606          | 0,86         | 1 319       | 4,02        | 1     |
|                |                                   |              |              |             |             |       |
| Inscrits       | Inscrits                          | 102 039      | 100,00       | 55 058      | 100,00      |       |
| Abstentions    | Abstentions                       | 28 178       | 27,61        | 20 958      | 38,07       |       |
| Votants        | Votants                           | 73 861       | 72,39        | 34 100      | 61,93       |       |
| Blancs et nuls | Blancs et nuls                    | 3 185        | 4,31         | 1 271       | 3,73        |       |
| Exprimés       | Exprimés                          | 70 676       | 95,69        | 32 829      | 96,27       |       |

### Assemblée départementale à l'issue des élections
| Parti                             | Sigle | Élus |
| --------------------------------- | ----- | ---- |
| Majorité (17 sièges)              |       |      |
| Union pour un mouvement populaire | UMP   | 15   |
| Divers droite                     | DVD   | 2    |
| Opposition (17 sièges)            |       |      |
| Parti socialiste                  | PS    | 8    |
| Divers gauche                     | DVG   | 6    |
| Parti communiste français         | PCF   | 3    |
| Président du conseil général      |       |      |
| Jean Raquin (DVD)                 |       |      |

## Résultats par canton

### Canton de Bletterans
| Candidats      | Candidats           | Étiquette      | Premier tour | Premier tour |
| Candidats      | Candidats           | Étiquette      | Voix         | %            |
| -------------- | ------------------- | -------------- | ------------ | ------------ |
|                | Jean Raquin*        | DVD            | 2 141        | 56,61        |
|                | Fabrice Bonnefoy    | MoDem          | 857          | 22,66        |
|                | Marie-Claude Michel | PCF            | 538          | 14,23        |
|                | Ghislaine Fraisse   | FN             | 246          | 6,50         |
|                |                     |                |              |              |
| Inscrits       | Inscrits            | Inscrits       | 5 203        | 100,00       |
| Abstentions    | Abstentions         | Abstentions    | 1 221        | 23,47        |
| Votants        | Votants             | Votants        | 3 982        | 76,53        |
| Blancs et nuls | Blancs et nuls      | Blancs et nuls | 200          | 5,02         |
| Exprimés       | Exprimés            | Exprimés       | 3 782        | 94,98        |

*sortant

### Canton de Champagnole
| Candidats      | Candidats         | Étiquette      | Premier tour | Premier tour |
| Candidats      | Candidats         | Étiquette      | Voix         | %            |
| -------------- | ----------------- | -------------- | ------------ | ------------ |
|                | Clément Pernot*   | UMP            | 4 905        | 55,39        |
|                | Olivier Cavaillin | PS             | 1 883        | 21,26        |
|                | Claude Darbon     | MoDem          | 1 137        | 12,84        |
|                | Marianne Rame     | PCF            | 930          | 10,50        |
|                |                   |                |              |              |
| Inscrits       | Inscrits          | Inscrits       | 12 666       | 100,00       |
| Abstentions    | Abstentions       | Abstentions    | 3 317        | 27,19        |
| Votants        | Votants           | Votants        | 9 349        | 73,81        |
| Blancs et nuls | Blancs et nuls    | Blancs et nuls | 494          | 5,28         |
| Exprimés       | Exprimés          | Exprimés       | 8 855        | 94,72        |

*sortant

### Canton de Chaumergy
| Candidats      | Candidats          | Étiquette      | Premier tour | Premier tour |
| Candidats      | Candidats          | Étiquette      | Voix         | %            |
| -------------- | ------------------ | -------------- | ------------ | ------------ |
|                | Danielle Brulebois | PS             | 988          | 57,78        |
|                | Daniel Jacquot     | DVD            | 500          | 29,24        |
|                | Alain Pernot       | MoDem          | 98           | 5,73         |
|                | Georgette Bertrand | PCF            | 65           | 3,80         |
|                | Michel Seuret      | MNR            | 59           | 3,45         |
|                |                    |                |              |              |
| Inscrits       | Inscrits           | Inscrits       | 2 094        | 100,00       |
| Abstentions    | Abstentions        | Abstentions    | 326          | 15,57        |
| Votants        | Votants            | Votants        | 1 768        | 84,43        |
| Blancs et nuls | Blancs et nuls     | Blancs et nuls | 58           | 3,28         |
| Exprimés       | Exprimés           | Exprimés       | 1 710        | 96,72        |

### Canton de Chaussin
| Candidats      | Candidats            | Étiquette      | Premier tour | Premier tour | Second tour | Second tour |
| Candidats      | Candidats            | Étiquette      | Voix         | %            | Voix        | %           |
| -------------- | -------------------- | -------------- | ------------ | ------------ | ----------- | ----------- |
|                | Chantal Torck*       | UMP            | 1 694        | 43,04        | 1 897       | 54,50       |
|                | Danièle Ponsot       | PS             | 929          | 23,60        | 1 584       | 45,50       |
|                | Guy Savoye           | Verts          | 591          | 15,02        | Retrait     | Retrait     |
|                | Jean-Michel Guichard | DVD            | 384          | 9,76         |             |             |
|                | Henri Gandel         | PCF            | 338          | 8,59         |             |             |
|                |                      |                |              |              |             |             |
| Inscrits       | Inscrits             | Inscrits       | 5 101        | 100,00       | 5 101       | 100,00      |
| Abstentions    | Abstentions          | Abstentions    | 1 037        | 20,33        | 1 481       | 29,03       |
| Votants        | Votants              | Votants        | 4 064        | 79,67        | 3 620       | 70,97       |
| Blancs et nuls | Blancs et nuls       | Blancs et nuls | 128          | 3,15         | 139         | 3,84        |
| Exprimés       | Exprimés             | Exprimés       | 3 936        | 96,85        | 3 481       | 96,16       |

*sortant

### Canton de Conliège
| Candidats      | Candidats            | Étiquette      | Premier tour | Premier tour | Second tour | Second tour |
| Candidats      | Candidats            | Étiquette      | Voix         | %            | Voix        | %           |
| -------------- | -------------------- | -------------- | ------------ | ------------ | ----------- | ----------- |
|                | Dominique Chalumeaux | UMP            | 1 699        | 47,25        | 1 697       | 50,61       |
|                | Pierre Bichon        | PS             | 1 427        | 39,68        | 1 656       | 49,39       |
|                | Fabrice Cart         | LCR            | 287          | 7,98         |             |             |
|                | André Camelin        | PCF            | 183          | 5,09         |             |             |
|                |                      |                |              |              |             |             |
| Inscrits       | Inscrits             | Inscrits       | 4 900        | 100,00       | 4 895       | 100,00      |
| Abstentions    | Abstentions          | Abstentions    | 1 077        | 21,98        | 1 388       | 28,36       |
| Votants        | Votants              | Votants        | 3 823        | 78,02        | 3 507       | 71,64       |
| Blancs et nuls | Blancs et nuls       | Blancs et nuls | 227          | 5,94         | 154         | 4,39        |
| Exprimés       | Exprimés             | Exprimés       | 3 596        | 94,06        | 3 353       | 95,61       |

### Canton de Dole-Sud-Ouest
| Candidats      | Candidats      | Étiquette      | Premier tour | Premier tour |
| Candidats      | Candidats      | Étiquette      | Voix         | %            |
| -------------- | -------------- | -------------- | ------------ | ------------ |
|                | Michel Giniès* | PCF            | 3 898        | 57,14        |
|                | Karima Mezerai | DVD            | 2 135        | 31,30        |
|                | Gérard Cretin  | MNR            | 789          | 11,56        |
|                |                |                |              |              |
| Inscrits       | Inscrits       | Inscrits       | 11 490       | 100,00       |
| Abstentions    | Abstentions    | Abstentions    | 4 292        | 37,35        |
| Votants        | Votants        | Votants        | 7 198        | 62,65        |
| Blancs et nuls | Blancs et nuls | Blancs et nuls | 376          | 5,22         |
| Exprimés       | Exprimés       | Exprimés       | 6 822        | 94,78        |

*sortant

### Canton de Gendrey
| Candidats      | Candidats        | Étiquette      | Premier tour | Premier tour |
| Candidats      | Candidats        | Étiquette      | Voix         | %            |
| -------------- | ---------------- | -------------- | ------------ | ------------ |
|                | Michel Ganet*    | PCF            | 1 045        | 58,54        |
|                | Nathalie Jeannet | UMP            | 637          | 35,69        |
|                | Bernard Richard  | MNR            | 103          | 5,77         |
|                |                  |                |              |              |
| Inscrits       | Inscrits         | Inscrits       | 2 208        | 100,00       |
| Abstentions    | Abstentions      | Abstentions    | 355          | 16,08        |
| Votants        | Votants          | Votants        | 1 853        | 83,92        |
| Blancs et nuls | Blancs et nuls   | Blancs et nuls | 68           | 3,67         |
| Exprimés       | Exprimés         | Exprimés       | 1 785        | 96,33        |

*sortant

### Canton de Lons-le-Saunier-Sud
| Candidats      | Candidats            | Étiquette      | Premier tour | Premier tour | Second tour | Second tour |
| Candidats      | Candidats            | Étiquette      | Voix         | %            | Voix        | %           |
| -------------- | -------------------- | -------------- | ------------ | ------------ | ----------- | ----------- |
|                | Patrick Elvezi       | UMP            | 2 224        | 36,10        | 2 449       | 49,56       |
|                | Christophe Perny     | PS             | 2 128        | 34,54        | 2 492       | 50,44       |
|                | Thierry Gaffiot      | PCF            | 1 014        | 16,46        |             |             |
|                | Jean-Louis Mussillon | DVD            | 795          | 12,90        |             |             |
|                |                      |                |              |              |             |             |
| Inscrits       | Inscrits             | Inscrits       | 10 243       | 100,00       | 10 241      | 100,00      |
| Abstentions    | Abstentions          | Abstentions    | 3 781        | 36,91        | 5 101       | 49,81       |
| Votants        | Votants              | Votants        | 6 462        | 63,09        | 5 140       | 50,19       |
| Blancs et nuls | Blancs et nuls       | Blancs et nuls | 301          | 4,66         | 199         | 3,87        |
| Exprimés       | Exprimés             | Exprimés       | 6 191        | 95,34        | 4 941       | 96,13       |

### Canton d'Orgelet
| Candidats      | Candidats          | Étiquette      | Premier tour | Premier tour | Second tour | Second tour |
| Candidats      | Candidats          | Étiquette      | Voix         | %            | Voix        | %           |
| -------------- | ------------------ | -------------- | ------------ | ------------ | ----------- | ----------- |
|                | Jean Carron        | DVD            | 1 164        | 45,27        | 1 123       | 46,58       |
|                | Michel Balland     | PS             | 1 047        | 40,72        | 1 288       | 53,42       |
|                | Jean-Pierre Mouget | FN             | 222          | 8,63         |             |             |
|                | Pascal Benoît      | PCF            | 138          | 5,37         |             |             |
|                |                    |                |              |              |             |             |
| Inscrits       | Inscrits           | Inscrits       | 3 457        | 100,00       | 3 464       | 100,00      |
| Abstentions    | Abstentions        | Abstentions    | 761          | 22,01        | 964         | 27,83       |
| Votants        | Votants            | Votants        | 2 696        | 77,99        | 2 500       | 72,17       |
| Blancs et nuls | Blancs et nuls     | Blancs et nuls | 125          | 4,64         | 89          | 3,56        |
| Exprimés       | Exprimés           | Exprimés       | 2 571        | 95,36        | 2 411       | 96,44       |

### Canton de Poligny
| Candidats      | Candidats               | Étiquette      | Premier tour | Premier tour |
| Candidats      | Candidats               | Étiquette      | Voix         | %            |
| -------------- | ----------------------- | -------------- | ------------ | ------------ |
|                | Jean-François Gaillard* | UMP            | 2 622        | 52,21        |
|                | Roland Chaillon         | PS             | 1 556        | 30,98        |
|                | Yves Pimentel           | MoDem          | 601          | 11,97        |
|                | Jean-Etienne Normand    | FN             | 243          | 4,84         |
|                |                         |                |              |              |
| Inscrits       | Inscrits                | Inscrits       | 6 941        | 100,00       |
| Abstentions    | Abstentions             | Abstentions    | 1 716        | 24,72        |
| Votants        | Votants                 | Votants        | 5 225        | 75,28        |
| Blancs et nuls | Blancs et nuls          | Blancs et nuls | 203          | 3,89         |
| Exprimés       | Exprimés                | Exprimés       | 5 022        | 96,11        |

*sortant

### Canton de Rochefort-sur-Nenon
| Candidats      | Candidats       | Étiquette      | Premier tour | Premier tour |
| Candidats      | Candidats       | Étiquette      | Voix         | %            |
| -------------- | --------------- | -------------- | ------------ | ------------ |
|                | Franck David*   | UMP            | 1 787        | 50,35        |
|                | Guy Dumélie     | PS             | 912          | 25,70        |
|                | Pascal Blain    | Verts          | 5,48         | 15,44        |
|                | Yvonne Leborgne | FN             | 302          | 8,51         |
|                |                 |                |              |              |
| Inscrits       | Inscrits        | Inscrits       | 4 760        | 100,00       |
| Abstentions    | Abstentions     | Abstentions    | 1 092        | 22,94        |
| Votants        | Votants         | Votants        | 3 668        | 77,06        |
| Blancs et nuls | Blancs et nuls  | Blancs et nuls | 119          | 3,24         |
| Exprimés       | Exprimés        | Exprimés       | 3 549        | 96,76        |

*sortant

### Canton de Saint-Amour
| Candidats      | Candidats              | Étiquette      | Premier tour | Premier tour | Second tour | Second tour |
| Candidats      | Candidats              | Étiquette      | Voix         | %            | Voix        | %           |
| -------------- | ---------------------- | -------------- | ------------ | ------------ | ----------- | ----------- |
|                | Jean-Pierre Grandjean  | UMP            | 1 175        | 41,97        | 1 268       | 49,38       |
|                | Thierry Faivre-Pierret | DVG            | 1 047        | 37,72        | 1 300       | 50,62       |
|                | Jean-Louis Buffard     | DVG            | 434          | 15,63        | Retrait     | Retrait     |
|                | Bernard Poty           | MoDem          | 130          | 4,68         |             |             |
|                |                        |                |              |              |             |             |
| Inscrits       | Inscrits               | Inscrits       | 3 535        | 100,00       | 3 529       | 100,00      |
| Abstentions    | Abstentions            | Abstentions    | 630          | 17,82        | 866         | 24,54       |
| Votants        | Votants                | Votants        | 2 905        | 82,18        | 2 663       | 75,46       |
| Blancs et nuls | Blancs et nuls         | Blancs et nuls | 129          | 4,44         | 95          | 3,57        |
| Exprimés       | Exprimés               | Exprimés       | 2 776        | 95,56        | 2 568       | 96,43       |

### Canton de Saint-Claude
| Candidats      | Candidats          | Étiquette      | Premier tour | Premier tour | Second tour | Second tour |
| Candidats      | Candidats          | Étiquette      | Voix         | %            | Voix        | %           |
| -------------- | ------------------ | -------------- | ------------ | ------------ | ----------- | ----------- |
|                | Jean-Louis Millet  | MPF            | 3 406        | 38,13        | 3 250       | 43,00       |
|                | Raphaël Perrin     | PS             | 2 973        | 33,28        | 4 308       | 57,00       |
|                | Raymond Bruneau    | PCF            | 1 417        | 15,8         | Retrait     | Retrait     |
|                | Christiane Mouette | MoDem          | 646          | 7,23         |             |             |
|                | Josette Devarieux  | FN             | 490          | 5,49         |             |             |
|                |                    |                |              |              |             |             |
| Inscrits       | Inscrits           | Inscrits       | 14 106       | 100,00       | 14 107      | 100,00      |
| Abstentions    | Abstentions        | Abstentions    | 4 903        | 34,76        | 6 385       | 45,26       |
| Votants        | Votants            | Votants        | 9 203        | 65,24        | 7 722       | 54,74       |
| Blancs et nuls | Blancs et nuls     | Blancs et nuls | 271          | 2,94         | 164         | 2,12        |
| Exprimés       | Exprimés           | Exprimés       | 8 932        | 97,06        | 7 558       | 97,88       |

### Canton de Saint-Julien
| Candidats      | Candidats         | Étiquette      | Premier tour | Premier tour |
| Candidats      | Candidats         | Étiquette      | Voix         | %            |
| -------------- | ----------------- | -------------- | ------------ | ------------ |
|                | Hélène Pélissard  | UMP            | 729          | 58,27        |
|                | Jean-Louis Gavand | PS             | 522          | 41,73        |
|                |                   |                |              |              |
| Inscrits       | Inscrits          | Inscrits       | 1 614        | 100,00       |
| Abstentions    | Abstentions       | Abstentions    | 312          | 19,33        |
| Votants        | Votants           | Votants        | 1 302        | 80,67        |
| Blancs et nuls | Blancs et nuls    | Blancs et nuls | 51           | 3,92         |
| Exprimés       | Exprimés          | Exprimés       | 1 251        | 96,08        |

### Canton de Saint-Laurent-en-Grandvaux
| Candidats      | Candidats                | Étiquette      | Premier tour | Premier tour | Second tour | Second tour |
| Candidats      | Candidats                | Étiquette      | Voix         | %            | Voix        | %           |
| -------------- | ------------------------ | -------------- | ------------ | ------------ | ----------- | ----------- |
|                | Françoise Vespa          | DVD            | 877          | 29,88        | 1 169       | 46,99       |
|                | Jean-Pierre Monnier      | UMP            | 757          | 25,79        | Retrait     | Retrait     |
|                | Esio Pérati              | DVG            | 606          | 20,65        | 1 319       | 53,01       |
|                | Francisque Bailly-Cochet | PRG            | 350          | 11,93        |             |             |
|                | Elisabeth Gaumont        | PCF            | 240          | 8,18         |             |             |
|                | Jean Hoellard            | MNR            | 105          | 3,58         |             |             |
|                |                          |                |              |              |             |             |
| Inscrits       | Inscrits                 | Inscrits       | 4 170        | 100,00       | 4 170       | 100,00      |
| Abstentions    | Abstentions              | Abstentions    | 1 065        | 25,54        | 1 506       | 36,12       |
| Votants        | Votants                  | Votants        | 3 105        | 74,46        | 2 664       | 63,88       |
| Blancs et nuls | Blancs et nuls           | Blancs et nuls | 170          | 5,48         | 176         | 6,61        |
| Exprimés       | Exprimés                 | Exprimés       | 2 935        | 94,52        | 2 488       | 93,39       |

### Canton de Salins-les-Bains
| Candidats      | Candidats                | Étiquette      | Premier tour | Premier tour | Second tour | Second tour |
| Candidats      | Candidats                | Étiquette      | Voix         | %            | Voix        | %           |
| -------------- | ------------------------ | -------------- | ------------ | ------------ | ----------- | ----------- |
|                | Marie-Christine Chauvin* | UMP            | 1 532        | 47,92        | 1 822       | 68,86       |
|                | Gilles Gresset           | DVD            | 757          | 23,68        | 824         | 31,14       |
|                | Marc Borneck             | PS             | 504          | 15,76        | Retrait     | Retrait     |
|                | Robert Milet             | DVG            | 300          | 9,38         |             |             |
|                | Fabrice Girardet         | MoDem          | 104          | 3,25         |             |             |
|                |                          |                |              |              |             |             |
| Inscrits       | Inscrits                 | Inscrits       | 4 485        | 100,00       | 4 485       | 100,00      |
| Abstentions    | Abstentions              | Abstentions    | 1 197        | 26,69        | 1 733       | 38,64       |
| Votants        | Votants                  | Votants        | 3 288        | 73,31        | 2 752       | 61,36       |
| Blancs et nuls | Blancs et nuls           | Blancs et nuls | 91           | 2,77         | 106         | 3,85        |
| Exprimés       | Exprimés                 | Exprimés       | 3 197        | 97,23        | 2 646       | 96,15       |

*sortant

### Canton de Voiteur
| Candidats      | Candidats           | Étiquette      | Premier tour | Premier tour | Second tour | Second tour |
| Candidats      | Candidats           | Étiquette      | Voix         | %            | Voix        | %           |
| -------------- | ------------------- | -------------- | ------------ | ------------ | ----------- | ----------- |
|                | Pascal Tissot       | DVD            | 962          | 25,34        | 1 521       | 44,96       |
|                | André Lamy          | PCF            | 913          | 24,05        | 1 558       | 46,05       |
|                | Odile Bruey         | UMP            | 701          | 18,47        | 304         | 8,99        |
|                | Pascal Bride        | MoDem          | 585          | 15,41        | Retrait     | Retrait     |
|                | Anne Cabaud-Thibert | DVG            | 353          | 9,30         |             |             |
|                | Daniel Gollion      | DVD            | 282          | 7,43         |             |             |
|                |                     |                |              |              |             |             |
| Inscrits       | Inscrits            | Inscrits       | 5 066        | 100,00       | 5 066       | 100,00      |
| Abstentions    | Abstentions         | Abstentions    | 1 096        | 21,63        | 1 534       | 30,28       |
| Votants        | Votants             | Votants        | 3 970        | 78,37        | 3 532       | 69,72       |
| Blancs et nuls | Blancs et nuls      | Blancs et nuls | 174          | 4,38         | 149         | 4,22        |
| Exprimés       | Exprimés            | Exprimés       | 3 796        | 95,62        | 3 383       | 95,78       |